# Revoluția de la 1821
Revoluția din 1821 a fost o rebeliune socială și politică din Țara Românească, care pe atunci era  stat tributar⁠(d) al Imperiului Otoman. Ea a început ca mișcare împotriva administrației fanariote, cu susținere din partea boierilor mai conservatori, dar s-a transformat într-o tentativă de îndepărtare a clasei boierilor din pozițiile conducătoare. Deși nu era îndreptată deschis împotriva dominației otomane, ea a dat naștere primelor versiuni ale naționalismului românesc, și este descrisă de istorici ca primul mare eveniment al unei deșteptări naționale. Forța revoluționară se centra pe un grup de trupe neregulate, denumite panduri, al căror lider era Tudor Vladimirescu. Nucleul acestei grupări se afla în  Oltenia, unde Vladimirescu și-a stabilit „Adunarea norodului” în februarie.
De la început, pandurilor li s-au alăturat grupuri de arnăuți și veterani ai Revoluției Sârbe. Deși opoziția față de fanarioți le indusese sentimente antielene⁠(d), ei au colaborat cu agenții Eteriei, care se și infiltrase acolo. Vladimirescu a cooperat și cu Batalionul Sfânt⁠(d) al lui Alexandru Ipsilanti, contribuind astfel la mai amplul Război Grec de Independență. Împreună cu trupele lui Ipsilanti care veneau din Moldova, Vladimirescu a reușit să ocupe Bucureștiul în martie. Vladimirescu a convenit să-și împartă cu Ipsilanti ariile de acțiune în Țara Românească, acord prin care el a menținut controlul asupra Olteniei, Bucureștiului, și jumătății sudice a Munteniei. Relația pandurilor cu Batalionul Sfânt s-a deteriorat rapid, după ce s-a aflat că țarul Rusiei nu validase expediția lui Ipsilanti, și din cauza încercărilor lui Vladimirescu de a limita violențele eteriștilor. Mulți dintre arnăuți îl susțineau deschis sau pe ascuns pe Ipsilanti, în vreme ce alții sprijineau un comandant independent, Sava Fochianos.
Vladimirescu a negociat în secret o înțelegere cu otomanii, care în cele din urmă au invadat Țara Românească spre sfârșitul lui aprilie. Pandurii s-au retras către Oltenia, ceea ce a dus la conflicte cu Batalionul Sfânt. Strictețea cu care Vladimirescu își impunea regulile în rândul pandurilor i-a înstrăinat și pe aceștia; această pierdere de susținere a permis revoluționarilor greci să-l aresteze pe Vladimirescu și să-l execute fără opoziție. Oltenii s-au împrăștiat, deși unii panduri au organizat mici zone locale de rezistență, în frunte cu căpitani ca Dimitrie Macedonski și Ioan Solomon. Ei au fost învinși cu ușurință de armata otomană. În iunie, forța lui Ipsilanti și restul pandurilor aliați cu el au fost înfrânți la Drăgășani. Revoluția a declanșat un ciclu de teroare represivă, care s-a încheiat abia în August, când Fochianos și arnăuții lui au fost masacrați la București.
Revoluția din 1821 este considerată o revoluție socială eșuată sau incompletă, ale cărei urmări au fost mai ample pe plan politic și cultural. Guvernul otoman a reținut mesajul ei antifanariot și, întrucât rebeliunea greacă continua cu sprijin din rândul funcționărimii fanariote, a numit din nou în fruntea țării un domnitor autohton, pe Grigore IV Ghica. Ascensiunea boierilor naționaliști a fost accelerată pe durata ocupației rusești din 1828, și cimentată printr-un nou aranjament constituțional, Regulamentul Organic. În acest interval, supraviețuitorii revoluției s-au divizat între susținătorii acestui aranjament conservator și cei care susțineau cauzele liberale⁠(d). Aceștia din urmă au ajutat și la conservarea unei imagini eroice a lui Vladimirescu, care avea mai târziu să fie împrumutată de grupările politice agrariene și de stânga.

## Origine

### Criza regimului fanariot
De la începutul secolului al XVIII-lea, Țara Românească și Moldova (Principatele Dunărene) fuseseră puse de Sublima Poartă sub un regim de dominație indirectă prin intermediul fanarioților. Acest grup de familii grecești și elenizate⁠(d), și diaspora grecească asociată lor, erau omniprezente la toate nivelurile guvernării. La un nivel mai generalizat, epoca fanariotă a exacerbat tensiunile între boieri (fanarioți sau nu) și clasa țăranilor. Deși eliberați din șerbie, țăranii munteni aveau încă obligații în muncă și bani față de boieri. La începutul secolului al XIX-lea, economia rurală era paralizată de greve țărănești, opoziție față de plata taxelor, sabotaje, sau procese. Cererile otomanilor pentru plata haraciului⁠(d) și a altor datorii fiscale, pe care fanarioții le îndeplineau prin tocmirea de colectori privați⁠(d), adăugau presiuni suplimentare. Politicile fiscale excesive, dictate atât de cererile otomane cât și de durata scurtă a domniei fanarioților făcea ca aceștia din urmă să trateze țările române ca pe o moșie primită în arendă. Bugetul național pentru 1819 era de 5,9 milioane de taleri, din care cel puțin 2 milioane erau luate de Poartă, 1,3 milioane mergeau la familia domnitorului, și 2,4 finanțau birocrația. Deși nu mai era la apogeul puterii istorice, Imperiul Otoman punea presiune din ce în ce mai mare, în special după 1800.
Povara fiscală cădea și mai greu pe umerii contribuabililor din cauza privilegiilor și scutirilor fiscale primite de unii boieri și familiile lor. În 1819, din 194.000 de familii supuse taxării, 76.000 fuseseră scutite integral sau parțial. Colectorii privați de taxe, în particular ispravnicii, acționau într-o manieră de prădător și, în unele cazuri, torturau țăranii ca să le plătească mai mult decât datorau. În primul deceniu al secolului al XIX-lea, domnitorul reformist Constantin Ipsilanti a ținut partea țăranilor, a pedepsit abuzurile și chiar a amenințat cu pedeapsa capitală; episodul nu a tratat însă cauzele, iar abuzurile au continuat să se înregistreze și în deceniul anilor 1810. Sub presiune fiscală constantă, mulți țărani au recurs la a-și vinde forța de muncă boierilor sau antreprenorilor. Conform unui raport al ispravnicului județului Gorj, în 1819 argații migranți cu greu strângeau destui bani pentru a-și plăti taxele.
Sub regimul fanariot, țara își desființase armata permanentă⁠(d)—deși un schelet de trupă reapăruse pentru scurt timp sub domnia lui Nicolae Mavrogheni, care a condus o forță de țărani munteni în Războiul Austro-Turc din 1788. Vizibili mai ales în Oltenia, pandurii își aveau originea pe la sfârșitul secolului al XVII-lea, și funcționaseră și ca miliție în perioada 1718–1739, când Oltenia, sub denumirea de „Banatul Craiovei”, a fost teritoriu habsburgic. Uneori, ei se autofinanțau prin acțiuni de haiducie. Puterea fanarioților în țară a trecut printr-o perioadă de incertitudine în timpul perioadei napoleoniene, care a avut ca rezultat o reînarmare suplimentară. În 1802, amenințarea unei posibile invazii din partea secesionistului otoman Osman Pazvantoğlu a creat panică în București. La apogeul său, mercenarul Sava Fochianos și arnăuții lui și-au denunțat contractul și au lăsat orașul fără apărare. Această rușine l-a determinat pe Ipsilanti să formeze un mic contingent național, format din orășeni înarmați și din panduri pregătiți după standarde occidentale.

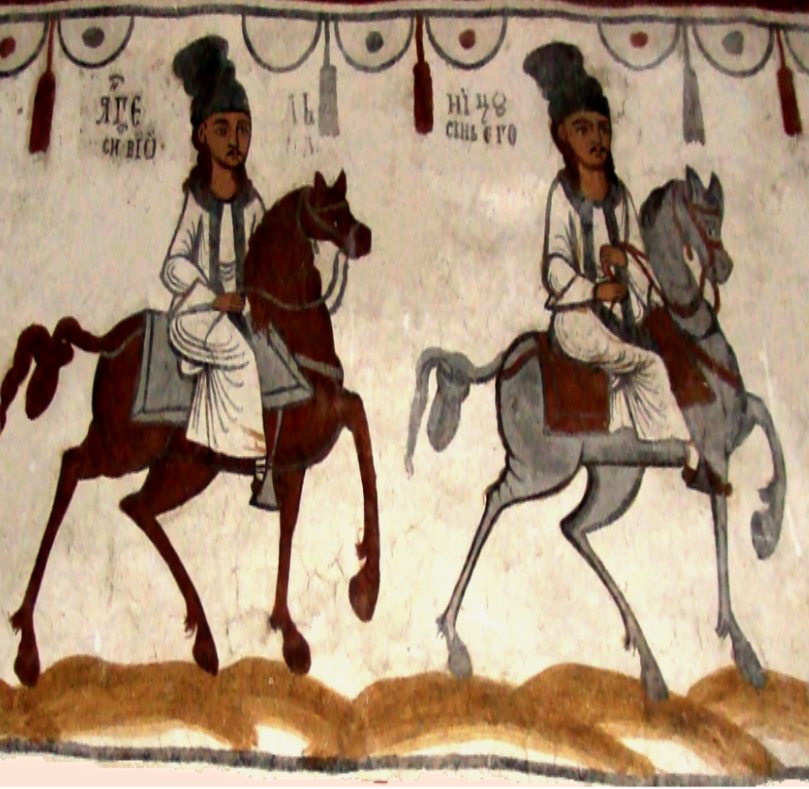
Cavalerie țărănească oltenească, ca. 1805. De pe o pictură murală din Slătioara

Deși fusese aprobată de otomani, această nouă miliție era, în secret, parte a unui plan al lui Ipsilanti de a se elibera din suzeranitatea otomană cu ajutorul Imperiului Rus. În august 1806, alianța lui cu Rusia a fost însă expusă, și el s-a văzut obligată să fugă în exil. Incidentul a declanșat și un Război Ruso-Turc de șase ani. În această perioadă, pandurii munteni, între care și Tudor Vladimirescu, au acționat ca unitate a Armatei Țariste. Sub ocupație rusească, rebelul greco-muntean Nicolae Pangal a emis mai multe manifeste care, după cum remarca istoricul Emil Vârtosu, prefigurau viitoarele chemări ale lui Vladimirescu.
Ostilitățile au fost în cele din urmă suspendate prin tratatul de la București, precipitat de nevoia Rusiei de a se apăra împotriva francezilor; Dominația otomană asupra Țării Românești și Moldovei a fost din nou consolidată, după ce Rusia s-a concentrat pe a câștiga războiul din Europa Centrală. Noul domnitor fanariot a fost Ioan Caragea, a cărui domnie a fost marcată de o creștere rezistenței față de colectarea taxelor și a activității bandelor de haiduci. În București, epidemia denumită Ciuma lui Caragea a fost o oportunitate pentru bandele de jefuitori, care se deghizau în ciocli. Activitatea rebelilor a fost cea mai intensă în Oltenia, unde haiducii erau organizați de Iancu Jianu, un fiu de boier, care a zădărnicit toate încercările lui Caragea de a restaura ordinea. Pandurii erau și ei însă divizați. În 1814, unii dintre ei s-au alăturat unui raid al piraților din Ada Kaleh, care au prădat județele Mehedinți și Gorj, deși mai târziu au cerut iertarea lui Vladimirescu. Acesta rămăsese de partea regimului lui Caragea, dar a intervenit în favoarea lor.

### Pregătirile
Ca urmare a răscoalelor din 1814, privilegiile fiscale ale pandurilor au fost suspendate, și ei au fost retrogradați la postul de miliție în slujba ispravnicilor. În 1818, Caragea a părăsit tronul și a fugit din Țara Românească, lăsându-l pe sultanul Mahmud al II-lea să numească domn pe un slujitor credincios al lui, bătrânul Alexandru Suțu. Odată cu această numire, sultanul a anunțat și că în viitor doar patru familii fanariote aveau să mai fie eligibile pentru coroanele Țării Românești și Moldovei: Callimachi, Moruzi, și două ramuri ale familiei Suțu. La sosirea în București, noul domn a instaurat un regim de abuz instituțional. În aprilie 1819, tentativa de a pune presiune asupra țărănimii a declanșat o răscoală la Islaz. Într-o hotărâre deosebit de controversată emisă în 1820, Suțu a revocat privilegiile de oraș⁠(d) ale Târgoviștei, și a proclamat terenul pe care se afla orașul moșie personală a familiei lui. Acest edict a declanșat o răscoală a orășenilor, în care oficialii hotarnici au fost atacați și goniți din Târgoviște. Deși îi favoriza în continuare pe arnăuți, Suțu a renunțat la persecuțiile împotriva pandurilor, le-a restuarat rolul în armată și i-a pus sub comanda unui român, Ioan Solomon. Tensiunile între acesta și arnăuți au ajuns la conflict deschis, care a ajuns la baricadarea arnăuților în mănăstirea Sinaia. Pandurul Mihai Cioranu afirma însă că Țara Românească „s'au umplut de Greci ca niciodată”, cu fiecare comisie militară adusă să slujească „Domnul din Grecii lui”.
Celălalt conflict al lui Suțu era cu alți boieri fanarioți mai mici, aflați sub influența naționalismului grec. În 1820, Alexandru Ipsilanti, fiul fostului domnitor Constantin, a unit diferite ramuri ale organizației revoluționare grecești Filiki Eteria, și a început să pună la cale o mare revoltă antiotomană în portul rusesc Odessa. Această societate deja reușise să aducă de partea ei câțiva boieri munteni importanți:  Alecu Filipescu-Vulpea ar fi fost unul din primii, iar mai târziu a venit și Grigore Brâncoveanu. Conform unei relatări, eteriștii l-ar fi invitat chiar pe Suțu să se alăture conspirației, dar acesta a refuzat. El a murit subit la 19/31 ianuarie 1821, ceea ce a dat naștere la speculații cum că ar fi fost otrăvit de oamenii lui Ipsilanti.
În Țara Românească, cauza lui Ipsilanti avea aliați importanți: cei trei caimacami (locțiitori) ai țării—Brâncoveanu, Grigore Ghica, Barbu Văcărescu—erau în secret toți membri ai Eteriei. Ei l-au contactat pe Vladimirescu și i-au încredințat misiunea de a revigora armata națională și de a o alinia cu mișcarea lui Ipsilanti. Alte documente sugerează însă că Vladimirescu a acționat independent de caimacami. În noiembrie 1820, el se afla în București, și era în contact direct cu conducerea Eteriei prin diverse canale. În două luni, el ajunsese la un pact cu doi dintre agenții lui Ipsilanti, Iordache Olimpiotul⁠(d) și Ioan Farmache⁠(d), care erau și ofițeri în garda de arnăuți a lui Suțu, și împrumutase 20.000 de taleri de la un alt eterist, Pavel Macedonski, „pentru nevoile apropiatei răscoale”. Totuși, conform istoricului Vasile Maciu, convenția dintre Vladimirescu și partenerii lui eteriști se mai păstrează doar într-o traducere de acuratețe incertă, care este posibil să fie cu totul falsă. Consulul rus în Țara Românească, Alexander Pini, este văzut de cercetătoarea Barbara Jelavich⁠(d) drept un actor neutru, dar și el ar putea să fi fost implicat de partea eteriștilor. Aceasta este atestată de secretarul moldovean al lui Pini, Ștefan Scarlat Dăscălescu, care pune inițiativa răscoalei pe seama „capi[lor] revoluției grecești și dl[ui]. Pini”, în timp ce pe Vladimirescu îl consideră o „creatură rusească”. O scrisoare a lui Tudor către Pini infirmă însă orice cooperare conștientă între cei doi.
Conform unor informații adunate de spionul rus Ivan Liprandi⁠(d), lui Vladimirescu i se promisese cooperarea deplină a celor mai mari 77 de boieri ai țării, jurământul lor fiind consemnat chiar ca un înscris oficial care i-a fost înmânat din partea acestora de Dinicu Golescu. Se poate ca Vladimirescu să fi folosit acest document drept garanție pentru a putea împrumuta încă 40.000 de taleri de la Matija Nenadović. Liprandi consemnează și că liderul pandurilor era deja în legătură cu Ilarion Gheorghiadis, episcopul Argeșului, care l-a ajutat să-și definească diplomația internațională. În zilele dinaintea morții lui Suțu, Vladimirescu fusese văzut la Pitești, deplasându-se spre Oltenia cu o trupă de vreo 40 de arnăuți. El a călătorit sub pretextul că se duce la Gugiu, unde avea o moșie în județul Gorj, să rezolve o dispută pe teme funciare.

## Ideologia revoluționară

### Ideile naționale și sociale

Personificare a Justiției, ilustrație a Istoriei pentru începuturi a Românilor în Dachia de Petru Maior, Buda, 1812

Deși mai mulți istorici sunt de acord că Vladimirescu și pandurii lui erau motivați de o ideologie naționalistă, felul cum ea era enunțată și implicările ei rămân subiect de dezbatere între istorici. Istoricii sociali Ioan C. Filitti și Vlad Georgescu sunt de acord că, naționalist fiind, Vladimirescu avea planuri pe termen scurt și pe termen lung: cererile de recunoaștere din partea Porții, și de restaurare a vechilor libertăți erau doar primii pași către un obiectiv mai amplu, anume eliberarea națională cu ajutor rusesc. Nicolae Iorga îl vede pe liderul pandurilor făcând „un pas înainte” în dezvoltarea discursului nationalist prin introducerea de referiri la voința generală⁠(d). Nicolae Liu observă și el că „pragmaticul” rebel nu făcea nicio referire la drepturile naturale⁠(d), dar făcea tacit aluzie la el în baza programului lui revoluționar”; această noțiune fusese importată din Franța Revoluționară, alături de conceptul pandurilor de popor înarmat⁠(d). Sociolingvistul Klaus Bochmann identifică documentele din 1821, inclusiv cele emise „în anturajul lui Tudor Vladimirescu” și al celor ale adversarilor săi, drept primele referiri în limba română la conceptul de „patriotism”—și poate ca primele atestări istorice ale unei „dezbateri politice purtate (în principal) în română.” El subliniază influența ideologică a iozefinismului⁠(d), arătând că a ajuns la Vladimirescu prin intermediul contactelor lui cu dascălul Gheorghe Lazăr; alte lucrări sugerează că Vladimirescu era informat despre ideologia Școlii Ardelene, din scrierile lui Petru Maior.
În timpul evenimentelor efective ale răscoalei, sursele occidentale au început să facă paralele între Vladimirescu și țăranii răsculați din trecut, în particular Wat Tyler și Horea. Diferiți autori speculau că Vladimirescu și oamenii lui nu erau doar naționaliști, ci aveau un interes esențial într-o revoluție socială, asumându-și misiunea de a înlătura sau de a controla boierimea. Astfel, istoricul Gheorghe Potra descrie răscoala lui Tudor ca fiind în principal antifeudală, cu „caracter național” prin aceea că avea ca obiectiv eliberarea de „jugul turcesc”. După cum rezuma istoricul Neagu Djuvara, revolta pandurilor era la origine „pornită împotriva tuturor jefuitorilor națiunii”, dar apoi „a devenit o răscoală țărănească care nu mai făcea distincția între boierii «buni» și «răi», între localnici și străini. Totuși, pentru a-și atinge obiectivele, Tudor nu a avut de ales decât să se înțeleagă cu boierii «naționaliști» [...] și cu puterea turcească, [și] a recurs, mai târziu, la a-și transforma revoluția într-una fundamental antifanariotă.” O altă diferență ideologică a fost între rusofilia lui Vladimirescu, o opinie minoritară, și rusofobia crescândă a naționaliștilor din clasele de mijloc și superioară.
Iorga sugerează că Vladimirescu a încercat tot ce a putut pentru a forma o "tovărășie democratică" a muntenilor, sperând să creeze o ruptură între boierii români și cei greci. Dintre istoricii de stânga, Andrei Oțetea susține că Vladimirescu a abandonat treptat cauza țărănească și a căzut într-o „totală și umilitoare subordonare față de boieri”. Discursul antiboieresc al rebelilor era ținut în frâu de alți factori. Unul era chestiunea statutului social al liderului lor: deși se trăgea dintr-un clan de țărani olteni, Vladimirescu fusese acceptat în rândul micii boierimi, cu rangul de sluger. Istoricul culturalist Răzvan Theodorescu susține că el, liderul rebel, aparținea chiar unei „burghezii rurale” care ținea evidența genealogiilor și avea o „neașteptată” apetență pentru heraldică. Alți istorici observă gusturile și obiceiurile elitiste ale lui Vladimirescu, refuzul de a aproba acte de răzbunare împotriva boierilor, și reprimarea radicalismului țărănesc în perioada când s-a aflat la putere. Este probabil și ca Vladimirescu să fi intenționat să se facă recunoscut drept domn, așa cum rezultă din faptul că purta un gugiuman⁠(d) alb, rezervat prin tradiție domniei. Subordonații lui îl numeau adesea Domnul Tudor, ceea ce indica ambiții monarhice. Presa italiană a vremii îl numea ducele Valahiei.

### Pro și contra grecilor
O altă caracteristică fluctuantă a răscoalei lui Vladimirescu a fost atitudinea sa față de naționalismul grec. Conform lui Iorga, regimul fanariot însemna un „lanț neîntrerupt de complicități”, centrat pe elenism⁠(d) și elenizare. Maciu observă în plus că domnitorii fanarioți frânaseră naționalismul românesc și deșteptarea națională a românilor prin popularizarea unei identități creștin-ortodoxe, comună românilor și grecilor; aceasta a format un cadru de cooperare, care a adus împreună naționaliștii de diferite etnii. În ansamblu, arată Vârtosu, rebeliunea nu era xenofobă, ci protecționistă: Vladimirescu favoriza „ridicarea locuitorilor”, dar și-a îndreptat proclamația și către un „neam omenesc” mai larg. Drapelul lui alb-albastru avea atât simboluri familiare tradiției creștine care „imersa [mesajul] în coloristica teologică a credinței religioase”, dar și un motto care descria „națiunea română”. În context balcanic, Vladimirescu simpatiza cel mai mult cu Revoluția Sârbă, întrucât avea contacte directe cu Karađorđe, iar The Public Ledger⁠(d) a speculat chiar că el însuși ar fi fost sârb. Printre cei care au susținut revolta pandurilor s-a numărat și Naum Veqilharxhi⁠(d), care a publicat poate primul manifest al naționalismului albanez.
În această situație însă, Vladimirescu „nu avea niciun motiv anume să-i fie drag fanariotul [Ipsilanti]”, și idealurile universalismului ortodox, care „subordona aspirațiile [românilor]”, erau privite cu suspiciune generalizată. După cum remarcă istoricii, lui Vladimirescu „i-ar fi plăcut să scape țara și de greci și de turci”, privindu-i pe primii cu „puternică aversiune”, ca „agenți ai opresiunii turcești a țării sale”. Otomanistul Kemal Karpat sugerează că: "[În] izvoarele turcești [...] revolta lui Vladimirescu este interpretată ca o răscoală locală cu scopul principal al protecției localnicilor împotriva exploatării de către greci”; o „versiune demult acceptată era că Vladimirescu s-a răsculat împotriva grecilor fără a ști că [Ipsilanti], revoluționarul grec, se ridicase împotriva sultanului în Rusia.” În contrast, Dăscălescu sugerează că rebeliunea a fost la început antiotomană și pro-greacă, dar că Vladimirescu nu avea cum să-i câștige de partea lui pe olteni cu acel mesaj. Oțetea scrie și că mișcarea pandurilor nu poate fi separată de Eterie, care i-a dat „un șef, un program, o structură, impulsul inițial, tacticile de propagandă și luptă, [și] primele mijloace de a-și îndeplini țelurile”. Oțetea susține și că Vladimirescu era indirect influențat de viziunea politică a lui Rigas Feraios, deși acest verdict rămâne în dispută.
Din perspectivă eteristă, trimiterea lui Vladimirescu în Oltenia era o diversiune care să distragă atenția de la insurecția grecilor—un șiretlic conceput de Olimpiot și doar aprobat de „Tudor Vladimirescu, prietenul lui”. Văzut de unii comentatori, și probabil chiar de Ipsilanti însuși, ca membru efectiv al Eteriei, Vladimirescu a susținut conspirația în credința că are susținere din partea Rusiei. La începutul lui 1821 însă, Congresul de la Laibach a condamnat revoluția grecilor, și a impus țarului⁠(d) Alexandru I să retragă tot sprijinul pentru mișcarea lui Ipsilanti. Ipsilanti și-a prelungit cealaltă alianță, cu Vladimirescu, doar jucându-se cu cuvintele, ascunzându-i faptul că sprijinul Rusiei rămâne incert.

## Campania lui Vladimirescu

### Începutul

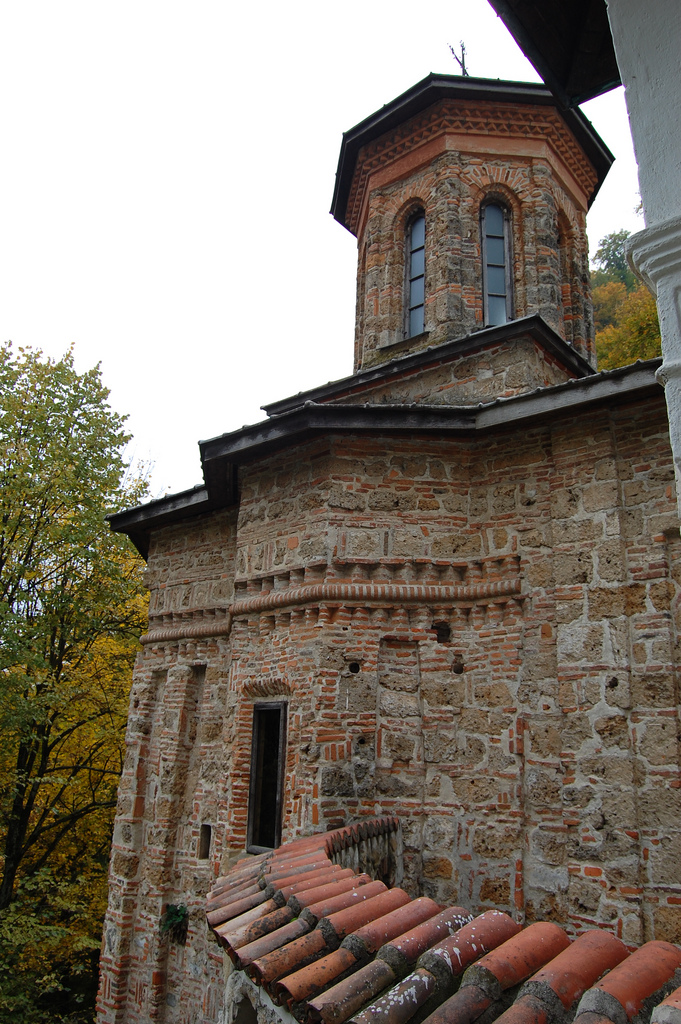
Mănăstirea Tismana, baza de origine a pandurilor

Vladimirescu a făcut prima oprire în Oltenia la Ocnele Mari, apoi s-a deplasat spre reședința județului Gorj, Târgu Jiu, unde a locuit în casa sameșului Vasile Moangă (sau Mongescu). Prima acțiune ca rebel a fost să-l aresteze sau să-l ia ostatic pe ispravnicul local, Dinicu Otetelișanu, pe 21 ianuarie/2 februarie. A doua zi, a capturat împreună cu garda de arnăuți mănăstirea Tismana, și a transformat-o în punct de adunare și închisoare. După înca o zi, la Padeș, Vladimirescu a emis o proclamație în care amesteca slogane sociale și patriotice. Această proclamație a marcat disidența lui ideologică, proclamând dreptul țăranilor de a „întâmpina răul cu rău⁠(d)”. Scrisă într-un „stil foarte biblic”, ea cerea formarea unei „Adunări a Norodului”, care să „lovească șarpele cu ciomagul”, promițând că „[o] să ne fie nouă bine”. Într-o scrisoare paralelă adresată sultanului, Vladimirescu a insistat că răscoala lui este antiboierească și nu antiotomană. Răspunsul din partea otomanilor a fost unul pozitiv.
În loc să se pregătească să se subordoneze lui Ipsilanti, el și-a început un marș prin județul Mehedinți, trecând prin Broșteni, Cerneți și Strehaia. Până în 29 ianuarie/10 februarie, boierii și negustorii evacuaseră Mehedințiul; această mișcare a fost urmată de un exod similar din Craiova, capitala Olteniei. Boierii care rămăseseră în urmă s-au predat lui Vladimirescu și au depus jurământ de credință, iar pandurii i-au considerat de atunci făgăduiți. Membrii acestei categorii se bucurau de protecția personală a lui Vladimirescu, dar au semnat scrisori de protest secrete adresate sultanului, în care cereau intervenția acestuia împotriva „bandiților”. În februarie, după ce Vladimirescu a cucerit orașul Motru, boierii încă prezenți în Craiova au trimis jalbă la otomani și ruși pentru ajutor. Consulul Pini le-a aprobat cererea de a folosi forța împotriva lui Vladimirescu, dar a refuzat să angajeze trupe rusești în acest scop.
Încurajați de Pini, caimacamii au început să adune trupe de arnăuți pentru rezistență împotriva rebeliunii, unitățile individuale fiind conduse de Dumitrachi Bibescu, serdarul Diamandi Djuvara⁠(d), Deli-bașa Mihali, Farmache, Hagi Prodan⁠(d), și Ioan Solomon. Deși la Motru au avut loc ciocniri violente între cele două tabere, mulți dintre loialiști au trecut de partea pandurilor, după negocieri cu agentul pandurilor, Dimitrie Macedonski. Confruntat cu asemenea nesupuneri, caimacamul Brâncoveanu și-a păstrat calmul și a cerut să afle doleanțele lui Vladimirescu. Prin asociații săi din familia Macedonski, liderul rebel a cerut unificarea partidelor boierești sub stindardul lui revoluționar, ceea ce însemna rezolvarea chestiunii țărănești, și le-a cerut să desființeze corpurile de arnăuți. Între timp, țărănimea a răspuns la proclamația de la Padeș organizând o serie de mici răscoale. Unele au avut loc chiar în fortărețe ale pandurilor, cum ar fi raidul lui Dumitru Gârbea de la Baia de Aramă, dar altele au avut loc în sate mai îndepărtate, ca Bârca și Radovanu. Un anume căpitan Ivanciu a ocupat Piteștiul și a efectuat raiduri în satele înconjurătoare. În alte zone, țărani români și robi de origine romă jefuiau la drumul mare. Asemenea incidente au avut loc la Slănic, Urziceni, sau la mănăstirea Nucet.
Pe 4 februarie/16 februarie, pandurii campaseră din nou în Gorj, la Țânțăreni. Aici, oastea lui Vladimirescu a crescut masiv, la aproape 4000 de pedestrași și 500 de călăreți.  Macedonski relatează că el aștepta ca boierii să îi urmeze ordinele și să se unească sub comanda sa, dar că nu era o așteptare realistă. În timpul așteptării de la Țânțăreni, Vladimirescu a dat răspuns Divanului boieresc, ai căror conducători îi ceruseră să nu se angajeze în activități care să facă rău țării. Vladimirescu s-a prezentat drept un ales al poporului care să controleze „groaznica tiranie” a boierilor, fără însă a răsturna regimul. O delegație a boierilor, condusă de vornicul Nicolae Văcărescu, s-a dus în tabăra lui Vladimirescu pe 11 februarie/23 februarie. Ea a cerut pandurilor să nu meargă asupra Bucureștiului, și a făcut apel la sentimentele lor patriotice. Vladimirescu le-a răspuns acestora că conceptul lor de „patrie” este unul fundamental diferit: „patria este poporul, iară nu tagma jăfuitorilor”. Deși prin aceasta și-a reafirmat dezgustul generic la adresa boierilor, Vladimirescu l-a și asigurat pe Văcărescu că „nici asupra
acestei tagme nu sunt voitor de rău, ci încă mai vârtos
li voiesc întregimea și întărirea privilegiilor”.

### Adunarea armatei
Văcărescu a fost înlocuit imediat cu Constantin Samurcaș, care era un agent eterist, și înclina spre a-i mitui pe panduri pentru a se supune. El i-a oferit lui Vladimirescu o grațiere și un tribut consistent, colectat de la cetățenii Craiovei, posibil trimițându-l pe Hagi Prodan la Țânțăreni, cu 90.000 de taleri în dar. Conform cel puțin unei relatări, Samurcaș a pregătit și trupe de arnăuți, în frunte cu Solomon și Djuvara, pentru un atac prin surprindere asupra taberei lui Vladimirescu. Chiar Prodan a afirmat că avea ordine secrete să-l omoare pe Vladimirescu, dar nu le-a îndeplinit și a trecut de partea pandurilor. Unii autori antigreci îl consideră pe Prodan agent dublu al Eteriei, infiltrat alături de Dimitrie Macedonski. Când relatează acest episod, Liprandi susține că Vladimirescu i-a luat prin surprindere și i-a dat pe neașteptate lui Samurcaș o listă de boieri și alți oameni de seamă pe care îi dorea executați. Printre numele de pe acea listă se număra și Dionisie Lupu, mitropolitul Ungrovlahiei. Între timp, caimacamul Văcărescu i-a scris lui Vladimirescu promițându-i 250.000 de taleri ca ajutor suplimentar, dar, conform lui Liprandi, a cerut și ca pandurii să-l aresteze și să-l ucidă pe Samurcaș, „dușmanul cauzei”.
Pandurilor li se alăturaseră cete de haiduci olteni, inclusiv deja celebrul Iancu Jianu, și câțiva boieri tineri, între care Ioan Urdăreanu și câțiva cărturari: Petrache Poenaru, Ioniță Dârzeanu, și Dumitrache Protopopescu. Nu se știe sigur dacă Gheorghe Magheru, a vlăstar al neamului boieresc din Albeni, era și el un voluntar în rândul pandurilor în 1821. Vladimirescu încă persecuta reprezentanții vechiului regim, Pau Nicolicescu fiind omorât la Strehaia. El a permis însă altor exploatatori notorii, ca Ghiță Cuțui, să i se alăture oastei de rebeli. Este probabil ca majoritatea căpitanilor din armata lui să fi fost mici boieri.
Nucleul oltenesc a fost suplimentat cu țărani emigrați din Principatul Transilvaniei, pe atunci parte a Imperiului Austriac; și din eyaletul Silistra (Dobrogea otomană). Au sosit în număr mare și reprezentanți ai altor etnii balcanice. Cavaleria era îndeosebi populată cu voluntari străini, mai ales arnăuți și sârbi. Corpul de comandă conținea ofițeri greci, sârbi, aromâni și bulgari, în principal loiali Eteriei. Exemple erau Iordache Olimpiotul, Farmache, Prodan, serdarul Djuvara, și Macedonski. Cronica anonimă Istoria jăfuitorilor consemnează și că unitățile principale ale lui Vladimirescu conțineau veterani ai armatelor lui Karađorđe, inclusiv Farmache, Mihali, și Tudor Ghencea; alții luptaseră cu Ali Pașa din Ioannina. Publicațiile europene au consemnat și recrutarea de greci din Germania, precum și prezența unor foști ofițeri din Grande Armée.

Hartă a marșurilor lui Vladimirescu și Ipsilanti către București

Încă din februarie erau vizibile tensiunile între aceste personalități și comandantul lor oltean, când Vladimirescu a oprit jefuirea conacului Otetelișanu din Benești de către Prodan și Macedonski. Conform lui Liprandi, Olimpiotul era un factor constant de risc în tabăra lui Vladimirescu, manipulându-i și pe el și pe Ipsilanti pentru folosul lui material. Olimpiotul l-a pus la încercare pe Vladimirescu salvând și protejând un pandur renegat, pe Grigore Cârjaliul, și omorând unii din prizonierii ținuți la Tismana. Farmache, care comanda propria lui ceată de 400 de albanezi, acționa și el independent, protejând de persecuții pe boierii Lăcusteanu. În ce-l privește pe Vladimirescu, și el l-a protejat pe Dinicu Golescu și pe familia lui, ordonând oștenilor săi să-l elibereze pe Iordache. Acesta a primit o gardă de panduri care l-a însoțit până în Transilvania.
Pe 23 februarie/7 martie, Bucureștiul a trecut printr-o nouă schimbare de regim. Brâncoveanu a plecat în secret din oraș și a trecut în Transilvania, unde s-a refugiat la Brașov. Plecarea lui a iscat o altă panică, alimentată de arnăuți. Olimpiotul și Farmache au revenit în capitală și au preluat comanda garnizoanei de acolo, și au efectuat raiduri la Târgoviște, Găești, și Băicoi. Sultanul a numit un nou domn, în persoana lui Scarlat Callimachi, care a refuzat să plece din Imperiul Otoman, unde se simțea în siguranță, pentru a ocupa tronul unei țări în plină rebeliune. Callimachi a numit însă un nou triumvirat de caimacami, în frunte cu Ștefan Vogoride. Acest interval a marcat și întoarcerea la București a lui Sava Fochianos, pe care Callimachi îl numise bimbașă⁠(d) al unei garnizoane de arnăuți.
În paralel, rebeliunea eteristă a început cu o răscoală a armatei moldovene de la Galați și cu un pogrom al turcilor din oraș, ambele puse la cale de Vasileios Karavias. Organizați militar ca un „Batalion Sfânt⁠(d)”, eteriștii au ocupat Moldova în ultima săptămână a lui februarie, și au emis proclamații prin care cereau tuturor creștinilor otomani⁠(d) să li se alăture. La Iași s-a format un guvern militar provizoriu, condus de un general Pendidekas. A fost începutul unui exod al locuitorilor din țară, o rezistență antieteristă existând doar în câteva puncte izolate. În ansamblu, boierii moldoveni au fost șocați de violența lui Karavias; populația autohtonă era în general antigreacă pentru că era antifanariotă, și doar câteva mii de moldoveni s-au alăturat Batalionului Sfânt.

### Fortificațiile
În afara taberei fortificate de la Țânțăreni și a mănăstirilor oltenești fortificate, un rol important pentru armata revoluționară l-a jucat tabăra fortificată de la Cotroceni. La Cotroceni s-au concentrat majoritatea trupelor revoluționare, aici fiind construită o tabără militară fortificată, prevăzută cu șanțuri de apărare și redute pentru tunuri. În București s-a amenajat un sistem defensiv bazat pe mănăstirile Mihai Vodă, Radu Vodă, Antim și Mănăstirea Mitropoliei, situate în general pe înălțimi ușor de apărat. Transformarea mănăstirilor din zona subcarpatică în tabere fortificate încerca să suplinească lipsa de cetăți a Munteniei. În vederea organizării rezistenței pe termen lung, mănăstirile fortificate ale Olteniei (Tismana, Cozia, Strehaia, Motru, Bistrița, Polovragi și Crasna), au fost preschimbate în depozite întărite, unde se aflau mari cantități de alimente, arme și muniție. Tudor declara că „oștirile de peste Olt [...] le-am umplut cu zaherele și cu panduri; acolo mă pot ține doi sau trei ani, luptând pentru drepturile țării până le voi căpăta”.

## Declanșarea revoluției

### Mobilizarea efectivelor armatei revoluționare și marșul spre București
Duminică 23 ianuarie/4 februarie 1821, la Padeș, în prezența a aproximativ 100 de plăieși și a colaboratorilor săi apropiați, Tudor Vladimirescu a lansat chemarea la luptă „către tot norodul omenesc”, care a devenit cunoscută în istorie ca Proclamația de la Padeș. Prin această declarație, poporul era mobilizat la luptă împotriva răului din țară, pentru statornicia unui nou regim politic în țară:
„Dar pe bălaurii care ne înghit de vii, căpeteniile noastre, zic, atât cele bisăricești, cât și pe cele politicești, până când să-i suferim a ne suge sângele din noi? Până când să le fim robi? [...] Veniți dar fraților cu toți, cu rău să pierdem pe cei răi, ca să ne fie nouă bine! [...] Nu vă leneviți, ci siliți dă veniți în grabă cu toții; care veți avea arme, cu arme; iar care nu aveți arme, cu furci de fier și cu lănci; să vă faceți degrabă și veniți unde veți auzi că se află Adunarea cea orânduită pentru binele a toată țara [...] Că ne merge, fraților, atâta vreme de când lacrămile du pe obrazele noastre nu s-au mai uscat!”
Era o declarație în stare să „miște conștiințele și să îndemne pe oameni la luptă”, o veritabilă „declarație de război” împotriva fanarioților. Proclamația a avut un efect imediat, locuitorii satelor răspunzând cu miile, după ce au fost anunțați de ștafetele călare.
Tot la Padeș, Tudor a început activitatea diplomatică menită să împiedice intervenția străină în Muntenia. A adresat memorii mai întâi sultanului, prin intermediul pașalelor de la Dunăre, iar mai apoi împăraților Rusiei și Austriei, care se aflau la Laybach (Ljubiana), la congresul Sfintei Alianțe. Amploarea mișcării izbucnite în Oltenia și pericolul transformării ei într-un „război al sărăcimii” au determinat „comitetul de oblăduire” creat după decesul domnitorului Alexandru Șuțu să inițieze măsuri de forță pentru stoparea înaintării către București a pandurilor sau orice altă concentrare de trupe. În încercarea lor, boierii regenți l-au câștigat de partea lor pe consulul general al Rusiei, Alexandr Pini. Reacția lui Tudor a fost imediată, explicându-i într-o scrisoare consulului țarist că orice măsură de forță împotriva pandurilor ar duce la o răzbunare cruntă a maselor împotriva întregii boierimi. În continuare, Tudor a apelat la bunele oficii ale reprezentantului țarului pentra ca „să binevoiască a mijloci la boierii oblăduitori ai Divanului, ei să poprească orice pornire de panduri și de altă oștire ce au cugetat a trimite împotriva norodului.” 
Tudor, după ce a înfrânt rezistența unora dintre ispravnicii de județe și a unor cete înarmate trimise împotriva sa de stăpânire, a preluat controlul asupra mănăstirilor fortificate de la Strehaia și Motru, iar pe 4/16 februarie și-a stabilit tabăra la Țânțăreni. Timp de trei săptămâni, Vladimirescu și-a organizat cei aproximativ 5.000 de oameni, și-a extis controlul până la Dunăre, a purtat corespondență cu boierii bucureșteni și a urmărit cu atenție reacțiile marilor imperii vecine. Tudor era convins că Poarta era dornică să găsească o soluție politică, preferabilă unui conflict care ar fi complicat relațiile cu Imperiul Rus. (Sultanul a numit pe 3/15 februarie un nou domnitor în persoana lui Scarlat Callimachi, acesta din urmă nu a ajuns niciodată pe tronul țării). Tudor trebuia să țină cont și de nemulțumirea neascunsă a autorităților țariste față de caracterul de masă al mișcării inițiate în Oltenia. Declanșarea pe 22 februarie/6 martie 1821 a mișcării eteriste, ale căror forțe au traversat granițele Moldovei cu aprobarea autotităților țariste, corelată cu ridicarea la luptă a grecilor din Peloponez, coroborată cu declarația riscantă a lui Alexandru Ipsilanti (24 februarie/8 martie), care afirma că se bucură de sprijinul țarului, au dus la precipitarea evenimentelor și complicarea situației mișcării revoluționare române. Prin acțiunea lor, eteriștii au încercat să provoace o acțiune militară a Rusiei împotriva Imperiului Otoman, nereușind decât o reacție contrară. Alexandru I al Rusiei era reticent la orice acțiune care avea tendința să-i scape de sub control și care ar fi putut zdruncina principiile de „legalitate și ordine” în numele cărora Rusia se alăturase celorlalte puteri în cadrul Sfintei Alianțe, care trebuia să apere prevederile Congresului de la Viena din 1815. Ca urmare, țarul s-a dezis imediat de acțiunile Eteriei dar și de revoluția română. Rusia nu putea interveni decât pentru a restaura vechea ordine amenințată de eteriști și de panduri, imprudența lui Ipsilanti determinând contrareacția țaristă.
Reacția Rusiei a avut serioase implicații în ceea ce privește relațiile dintre cele două mișcări de eliberare națională. Dorindu-și liberatatea de acțiune, Tudor a încercat să nu pericliteze șansele de reușită ale românilor printr-o colaborare dezavantajoasă sau printr-o subordonare față de Eteria. Tudor se angaja doar să faciliteze marșul eteriștilor spre Dunăre și să le înlesnească traversarea fluviului. Pe 22 martie/3 aprilie, Vladimirescu mărturisea unui diplomat austriac: „Trebuie însă să vă mărturisesc sincer că înaintarea unor trupe elene [spre București], care se află sub comanda prințului Ipsilanti mă pune în cea mai mare încurcătură, căci nu știu pe ce bază se întemeiază această concentrare de forțe și nu aș vrea să zădărnicesc eventualele planuri secrete ale unei mari puteri. De aceea am somat pe prințul Ipsilanti să rămână în afara orașului București, până va fi dat dovezi că este într-adevăr autorizat de o putere mai înaltă pentru acțiunea lui, căci eu nu sunt în niciun caz dispus să [...] acționez printr-o comportare neînțeleaptă și înfierbântată în dezavantajul poporului ro”. Față de Eteria, ale cărei planuri le cunoștea în parte mai demult, Tudor a luat o atitudine prudentă, colaborând cu revoluționarii greci în sensul sprijinirii acțiunii antiotomane, fără a se subordona vreo clipă Eteriștilor.
Pentru a asigura controlul asupra țării, pandurii au executat marșul spre București. La 28 februarie/12 martie, două coloane ale armatei revoluționare românești au plecat spre capitală. Ele s-au unit la Slatina o săptămână mai târziu. Ostașii stăpânirii din tabăra de la Coțofeni – 800 de arnăuți – s-au alăturat pandurilor, ceea ce ridica efectivele lui Tudor la aproximativ 8.000 de oameni, 2.000 călare și 6.000 pedeștri. S-a pornit din nou în marș către capitală, cu asigurarea flancurilor și a unor trupe de ariergardă și avangardă pe itinerarul Slatina – Șerbănești (Olt) – Tecuci (Teleorman) – Vadu Lat (Girgiu) pe 10/22 martie 1821. Tudor a trimis o delegație Divanului țării cu un memorandum, prin care cerea unirea tuturor forțelor responsabile ale țării. Pe 16/28 martie, la porțile capitalei, la Bolintin Vale, Tudor a lansat o nouă proclamație către bucureșteni, declarând că mișcarea pe care o conducea era menită câștigării „dreptăților cele folositoare la toată obștea”. În plus, el amintea că deținea controlul teritoriilor de pe cele două maluri ale Oltului și că mișcarea pe care o conducea era îndreptată împotriva domnilor fanarioți și a marilor boieri care se aliaseră cu aceștia, iar în condițiile intrării iminente în Capitală a celor aproximativ 16.000 de ostași, cerea imediat în scris un răspuns „de voiți binele de obște sau niu”. Proclamația lui Tudor a avut un efect imediat, Divanul hotărându-se să colaboreze cu pandurii, e adevărat, în condițiile în care consulii puterilor occidentale (cu excepția celui al Prusiei), și caimacanii desemnați de Înalta Poartă, care aflaseră despre dezavuarea mișcării lui Tudor, părăsiseră în grabă Bucureștiul. Tudor, care aflase și el de atitudinea țarului, a hotărât deplasarea pe un drum ocolit, care evita orice eventuală capcană a otomanilor de la sud de Dunăre sau a arnăuților din Capitală. Pe 17/29 martie, pandurii ajungeau la Ciorogârla, pentru ca a doua zi pe seară să ajungă la Cotroceni, pe atunci în imediata apropiere a Bucureștiului. După ce cu o zi mai înainte dăduse o nouă proclamație prin care cerea tuturor cetățenilor țării, indiferent de condiția socială, să se unească pentru „obșteasca fericire”, pe 21 martie/2 aprilie pandurii au intrat triumfal în București.

### Regimul lui Tudor

Bucureștiul în timpul revoluției de la 1821 - bariere de control și centre fortificate.

Pe 21 martie/2 aprilie 1821, oastea revoluționară în frunte cu Tudor Vladimirescu a intrat triumfal în București pe Podul Calicilor (Calea Rahovei), primită de o mulțime entuziastă. Tudor va rămâne stăpân pe capitală 15/27 mai, guvernând țara ca un adevărat domnitor, numit cu drag și respect Domnul Tudor. Stabilindu-și cartierul general în casele brâncovenești de lângă Mitropolie, preluând în scurtă vreme controlul principalelor obiective întărite din oraș, evitând în același timp orice conflict cu omul Eteriei din oraș, Tudor Vladimirescu s-a străduit să colaboreze cu boierii Divanului țării. Tratativele s-au încheiat rapid pe 23 martie/4 aprilie, prin semnarea „cărții de adeverire” dată de boieri lui Tudor. Se instituia un regim politic nou, în cadrul căruia acționa o dualitate a puterii: pe de-o parte Tudor, reprezentând „Adunarea norodului”, transformată în organizație politico-militară, deținea conducerea și inițiativa în mai multe domenii printre care politica externă, iar pe de altă parte, autoritatea reprezentată de „vremelnicească ocârmuire”, cu atribuții politice și administrative. Colaborarea celor două puteri a fost definită în linii generale prin „jurământul lui Tudor” din aceeași zi 23 martie/4 aprilie.
Din primul moment, Tudor Vladimirescu a trebuit să acționeze într-un context internațional și intern extrem de complicat. Dezavuarea oficială a mișcărilor revoluționare românești și grecești de către țarul Rusiei a avut grave urmări asupra regimului de la București, iar acțiunile Eteriei, ale cărei trupe, odată intrate pe pământ românesc, uitaseră imediat de planul inițial de trecere imediată la sud de Dunăre și se înstăpâniseră aici, comportându-se ca o armată de ocupație, dedându-se la jafuri și abuzuri, provocând neîncetat forțele otomane de la frontieră, puneau țara în fața primejdiei unui atac al forțelor Porții.

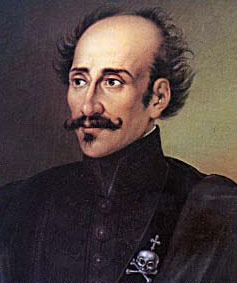
Alexandru Ipsilanti, conducătorul Eteriei.

În asemenea condiții, Tudor Vladimirescu a inițiat discuții cu conducerea mișcării eteriste, iar concomitent, prin intermediul boierilor Divanului, a inițiat tratative cu reprezentanții otomanilor – pașalele din Silistra, Vidin și Brăila – dar și cu principalele puteri interesate în zonă.
După ce Alexandru Ipsilanti a evitat mai multă vreme să accepte o întâlnire cu Vladimirescu, la sfârșitul lunii martie cei doi conducători s-au întâlnit la marginea Bucureștiului. Tudor a respins și de această dată cererea eteriștilor de unire a celor două mișcări, practic de subordonarea a armatei pandurilor comandamentului armatei revoluționare grecești. Tudor a protestat față de intrarea eteriștilor în București, susținând că rezolvarea problemelor interne ține exclusiv de competența pandurilor, iar sprijinul extern trebuind să se limiteze doar la intervenții diplomatice. Întâlnirea dintre cei doi conducători s-a încheiat cu o înțelegere fragilă, în așteptarea unei medieri internaționale și a părăsirii teritoriului național de eteriști.
Ipsilanti s-a retras la Târgoviște iar oamenii săi au ocupat județele din nord. Vladimirescu a întărit tabăra de la Cotroceni.
În condițiile în care o parte a boierilor înspăimântați încercau să fugă din Capitală iar Eteria se înstăpânise în nordul Munteniei, Tudor a pus sub pază pe unii dintre membrii Divanului care intenționau să se refugieze la Târgoviște sau în Transilvania. În colaborare cu boierii rămași în București și cu clerul din Capitală, Tudor a intrat în negocieri cu otomanii, întrucât acțiunea sa nu era, la nivel declarativ, una antiotomană. Rezultatele negocierilor au fost nesatisfăcătoare, pașalele cerând în primul rând dezarmarea armatei pandurilor și colaborarea în vederea reprimării eteriștilor. Cum Tudor nu a acceptat condițiile turcilor, iar oastea Porții se pregătea de ofensivă, Tudor Vladimirescu a luat decizia de a se retrage în zona întărită a Olteniei și de a organiza acolo o rezistență de durată. La începutul lunii mai 18.000 de soldați otomani au intrat în Moldova pe la Brăila, iar alți 15.000 de militari turci au traversat Dunărea pe la Calafat, Giurgiu și Oltenița în Muntenia.
În concepția lui Vladimirescu, durata mare a rezistenței românești ar fi putut atrage atenția puterilor occidentale, care ar fi putut interveni la rândul lor pe lângă Poartă pentru acceptarea revendicărilor românilor. Pe 15/27 mai, oastea revoluționară de sub comanda lui Tudor a început retragerea pe direcția București – Pitești – Râmnicu Vâlcea. Pe 18/30 mai oastea revoluționară ajunsese în apropiere de Golești. În rândurile armatei, se înmulțiseră însă actele de indisciplină, în condițiile în care membrii ei nu mai vedeau un beneficiu evident al continuării luptei. Patru dintre căpitanii de panduri au refuzat să-și exprime în scris adeziunea la mișcare, iar cei rămași, supărați de faptul că Tudor comandase execuția unuia din ei pentru nesupunere, au transmis liderilor eteriști corespondența lui Tudor cu otomanii. Etichetat ca trădător de Eterie, Tudor a fost arestat și ridicat de Iordache Olimpiotul din mijlocul taberei sale, fără ca vreunul dintre panduri să se împotrivească.
Tudor Vladimirescu a fost capturat de oamenii lui Ipsilanti pe 21 mai/2 iunie, iar o săptămână mai târziu, în noaptea de 27-28 mai/9-10 iunie conducătorul pandurilor a fost tăiat cu săbiile după ce fusese torturat, trupul fiindu-i aruncat într-o fântână.
Executarea lui Tudor Vladimirescu a privat revoluția de conducerea unitară de până în acel moment, iar „Adunarea norodului” a început să se dezorganizeze încet. Destrămarea armatei pandurilor nu s-a petrecut imediat, aceștia luptând separat sau în alianță cu eteriștii cu otomanii până spre sfârșitul lunii iunie.
Alexandru Ipsilatinti, după ce încercase fără succes să reziste otomanilor în fața Târgoviștei pe 25 mai/7 iunie, a hotărât să reia parțial planul lui Tudor de rezistență îndelungată în zonele fortificate ale Olteniei. Pentru a-și croi drum spre Oltenia, eteriștii ar fi trebuit să înfrângă unitățile otomane de la Drăgășani. Aici, pe 7/19 iunie s-a scris ultimul episod important al confruntărilor Eteriei, ajutați de detașamente ale pandurilor cu trupele otomane. Turcii, superiori din punct de vedere numeric și al dotării au reușit să-și înfrângă adversarii. Ciocniri sporadice dintre turci și panduri s-au mai înregistrat până în luna august. Mai multe căpetenii ale pandurilor, printre care și Papa Vladimirescu (fratele lui Tudor Vladimirescu) au căzut prizonieri și au fost duși la sud de Dunăre.

### Ecourile revoluției lui Tudor în Transilvania și Moldova
Vestea ridicării la luptă a pandurilor a avut un efect imediat în toate teritoriile locuite de români. În oastea revoluționară s-au înrolat aproximativ 1.500 de „ungureni” sau „dezertori din Transilvania” – militari români transilvăneni din regimentele grănicerești, care desfășuraseră o vie propagandă pentru „crăiuțul Todoraș”.
Deși autoritățile transilvănene au făcut eforturi pentru cenzurarea veștilor din Muntenia, aceste vești nu erau doar transmise dar și comentate la nord de Carpați. Astfel, trei țărani români din comitatul Hunedoara erau judecati pentru instigare și tulburarea liniștii publice, după denunțul unor nobili. 
Adam Bedia era acuzat pentru a fi citit în fața consătenilor o hârtie în care era scris: „Se face înștiințare că de cătră răsărit s-a ridicat un crăiuț pe nume Todoraș, întâi cu puțină oaste, dar din zi în zi ea sporește; până acum s-au adunat vreo câteva sute și mii, Dumnezeu o și ajută, că vrea să facă dreptate și acum îi în Țara Românească, isprăvește lucrul cu boierii și, de s-o sfârși lucrul bine acolo până la Paști, o da și într-acocea, că un crăiuț o să vină din jos, ca să se întâmple laolaltă să facă și aicea dreptate”.
Ignat Ungur afirmase că Tudor urma să vină de Sfântul Toader iar
Toma Kiș afirmase „chiar dacă se vor lua armele, topoarele nu le pot lua încât la a 10 sau a 20-a casă să nu rămână unul și cu acela știe el să facă o măciucă mare cu aceea și așa lovește la ureche pe ungur, că îndată moare și-l aruncă la câine”.
Ecourile în Moldova a revoluției din 1821 s-au resimțit mai ales pe plan politic și ideologic. Între „vremelnica ocârmuire” din Țara Românească și „vemelnica ocârmuire” din Moldova de după părăsirea tronului țării de către Mihail Șuțu s-au strâns legăturile și s-a evocat posibilitatea ca o parte a trupelor revoluționare să treacă la nord de Milcov pentru a acționa pe aceeași bază ca în Muntenia.

### Urmări și concluzii
După revoluție boierii străini (greci, sârbi, albanezi), revendicau în continuare conducerea țării pentru ei, făceau abuzuri și erau încă favorizați de legislație. În primăvara lui 1822, de la București și Iași a fost trimisă o solie de 7 boieri munteni și 6 boieri moldoveni pentru a cere Porții otomane domni pământeni și limitarea drepturilor care îi favorizau pe boierii străini. Printre cei 13 trimiși se aflau logofătul Ioniță Sturdza, vornicul Gheorge Cuza, vornicul Iordache Râșcanu, banul Grigore Ghica, banul Brâncoveanu și vornicul Neculai Golescu. Această acțiune a adus în Principate după lunga perioadă fanariotă, din nou domni pământeni și a limitat drepturile boierilor străini. Ioniță Sturdza a fost numit domn în Moldova iar Grigore Ghica în Muntenia.
Deși înfrântă, Revoluția din 1821 a marcat trezirea sentimentului național, a conștientizat necesitatea schimbărilor structurale sociale, politice și economice, a dus la primii pași de pregătire a revoluțiilor de la 1848.